# لين سمول (سياسي)
لين سمول (بالإنجليزية: Len Small)‏ هو سياسي أمريكي، ولد في 16 يونيو 1862 في مقاطعة كانكاكي في الولايات المتحدة، وتوفي بنفس المكان في 17 مايو 1936 بسبب قصور القلب. حزبياً، نشط في الحزب الجمهوري. وقد انتخب أمين صندوق الدولة ‏ وانتخب حاكم إلينوي ‏ (10 يناير 1921 – 14 يناير 1929).